# Wonderland (Danseorkestret-album)
Wonderland er det syvende studiealbum fra det danske band, Danseorkestret. Albummet udkom 17. november 2023 hos Turn It Over Records, og er det første siden medstifteren Jacob Andersens død i 2021. På albummet har forsanger Jørgen Klubien dedikeret sangen "Skabt for hinanden" til Andersen.
Klubien er eneste originale medlem af Danseorkestret. Albummet er derfor udgivet under navnet "Klubien og Dans'orkestret". Det er produceret af Zac Celinder i samarbejde med Jørgen Klubien selv. Førstnævnte har spillet alle instrumenter under indspilningerne - blandt andet bas, guitarer, keyboards, mundharpe og drum-programming. 
Sangerinden Ida Astrid Langkilde har leveret korarbejde på alle numre; undtaget “Stempler Ind” og “Don’t Let The Old Man In”. På sidstnævnte er det Klubiens datter, Frederikke Klubien, der har indsunget koret. 
Numrene “Don’t Let The Old Man In” og “Til Verdens Ende” er co-produceret af producer og guitarist, Mads Christiansen, der sammen med Zac Celinder også har stået for mix og master af albummet. CD- og vinyludgivelserne er masteret af Kenneth Holme.
Forud for albumudgivelsen blev singlerne "Don't Let The Old Man In" og "Stempler Ind" frigivet. Førstnævnte en hilsen til Hollywoodstjernen Clint Eastwood, mens den anden er en hyldest til Klubiens hustru, Trine.

## Spor
Side A
1. "Stempler Ind" - (03:08)
2. "Don't Let the Old Man In" - (03:36)
3. "I Fantasiens Verden" - (03:52)
4. "Planet Blue" - (02:55)

Side B
1. "Skabt for Hinanden" - (03:20)
2. "Smooth Jam Her" - (03:44)
3. "Wonderland" - (04:20)
4. "Til Verdens Ende" - (02:59)